# Parapentas
Parapentas es un género con tres especies de plantas fanerógamas perteneciente a la familia de las rubiáceas.
Es nativa de África tropical.

## Descripción
Es una planta perenne herbácea. Las horas pareadas, pecioladas bien desarrollada y con la venación evidente. Las flores de color blanco o lila, hermafroditas en inflorescencias terminales o pseudo axilares, sésiles, usualmente solitarias o a veces pareadas.  Corola en tubo estrecho. El fruto es una cápsula obconica o globosa, dehiscente con numerosas semillas de color marrón.

## Taxonomía
El género fue descrito por Cornelis Eliza Bertus Bremekamp y publicado en Verh. Kon. Ned. Akad. Wetensch., Afd. Natuurk., Tweede Sect. ser. 2. 48(2): 50. 1952.

## Especies
- Parapentas battiscombei Verdc. (1953).
- Parapentas setigera (Hiern) Verdc. (1953).
- Parapentas silvatica (K.Schum.) Bremek. (1952).